# Danielle Bridel
Pour les articles homonymes, voir Bridel (homonymie).
Danielle Bridel, née le 22 décembre 1920 à Lausanne et morte le 13 avril 2004 à Villeneuve, est une juriste suisse.

## Biographie
Danielle Bridel, dont le père Gaston Bridel a été rédacteur à la Gazette de Lausanne et à la Tribune de Genève, étudie le droit à l'université de Genève où elle obtient une licence en 1941 puis son brevet genevois d'avocat en 1944.
Elle devient secrétaire du président de l'association de la presse suisse et juge prud'homme à Genève et est engagée comme juriste à l'Office fédéral des assurances sociales en 1946. Après 30 ans, elle est nommée chef de la division de l'assurance maladie, en 1976. Elle est la première femme en Suisse à occuper un poste de direction au sein de l'administration fédérale,.
Sa vie politique et militante pour les droits des femmes se traduit par un engagement pour une société plus égale et juste, pour l'égalité homme-femme et pour les personnes âgées.
Danielle Bridel, dès le début de sa retraite, a représenté une organisation de femmes, Zonta International et a siégé au comité sur le statut des femmes à l'ONU à Genève, jusqu'aux derniers jours de sa vie.